# Classificazioni dei paesi poveri

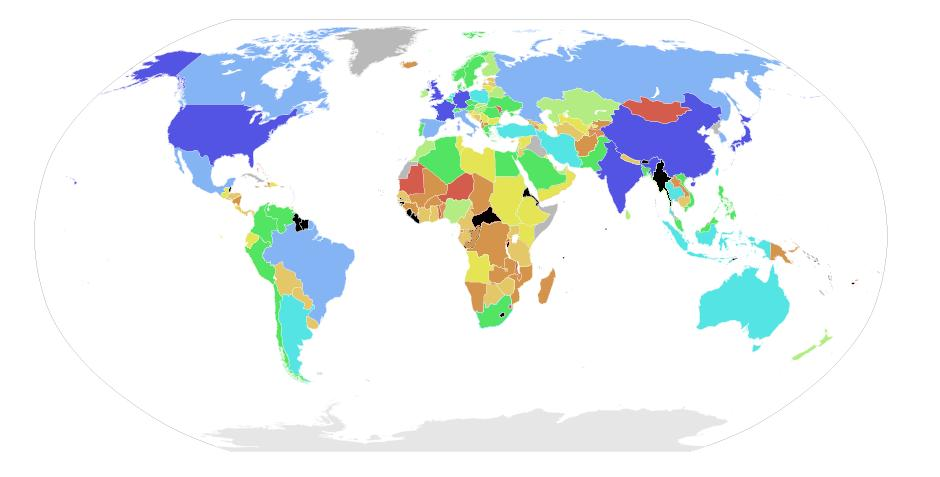
Paesi in base al PIL (PPA) ovvero PIL pro-capite corretto per parità di potere d'acquisto 2010 (IMF 2010)

Le classificazioni dei Paesi poveri sono estremamente variabili.
Tradizionalmente le più usate sono:
- Paesi in via di sviluppo;
- Paesi del terzo mondo;
- Paesi del sud del mondo.

## Disquisizione sui tre termini più utilizzati
Col termine di Paesi in via di sviluppo (sigla PVS) si intendono solitamente i Paesi con un reddito medio inferiore ai 9 206 $ all'anno, come proposto dalla definizione dell'OCSE.
La classificazione in base a primo, secondo e terzo mondo ha invece una spiegazione geopolitica. Dopo la caduta del Muro di Berlino, la suddetta classificazione ha perso molto del suo significato.
Per quanto concerne invece i Paesi del Sud del mondo, si intendono quelli al di sotto della linea di Brandt (la linea immaginaria di Brandt che divide i Paesi più ricchi avanzati dai Paesi poveri), identificati in base alla posizione geografica.
In realtà i Paesi poveri sono una realtà estremamente complessa e polimorfa, su cui comunque si possono tracciare alcune linee comuni.
È altresì vero che comunemente, i termini "Paesi in via di sviluppo", oppure "terzo mondo" o "quarto mondo" o "Paesi sottosviluppati", "Paesi arretrati" o "Paesi non sviluppati", vengano utilizzati genericamente indicando i Paesi poveri (al di là di qualsiasi classificazione).
In realtà, esistono molti parametri per poter valutare i risultati di un Paese, anche se non esiste una sola definizione universalmente accettata.

## Perché il termine è restrittivo
Altre volte l'utilizzo ha senso invece solo in ambito economico, quando si vogliano mettere in evidenza alcune caratteristiche (solo alcune, non tutte) economiche.

In particolare le principali caratteristiche su cui non ci si sofferma sono:
- la scarsa considerazione, da parte del mondo occidentale, del peso che nella pratica ha la economia informale nella vita dei popoli poveri;
- l'indebitamento estero;
- la speranza di vita (soprattutto se comparati con il mondo occidentale);
- il tasso di mortalità infantile;
- le risorse destinate al sociale (sanità, istruzione e pensioni);
- l'alfabetizzazione;
- la sicurezza alimentare;
- il rapporto tra popolazione urbana e rurale ed il rapporto tra poveri urbani e poveri rurali;
- mano d'opera a bassissimo costo (rispetto all'Occidente);
- contemporanea rapida inurbazione;
- il rispetto dell'ambiente (generalmente basso).

Il PIL non distingue tra produzione di "cose" che aumentino o diminuiscano il benessere.
Nella pratica esistono tutta una serie di definizioni (con le rappresentazioni grafiche correlate, a lato riportate), le più variabili.

## Vantaggi e svantaggi di queste classificazioni. Critica alla divisione tra Paesi

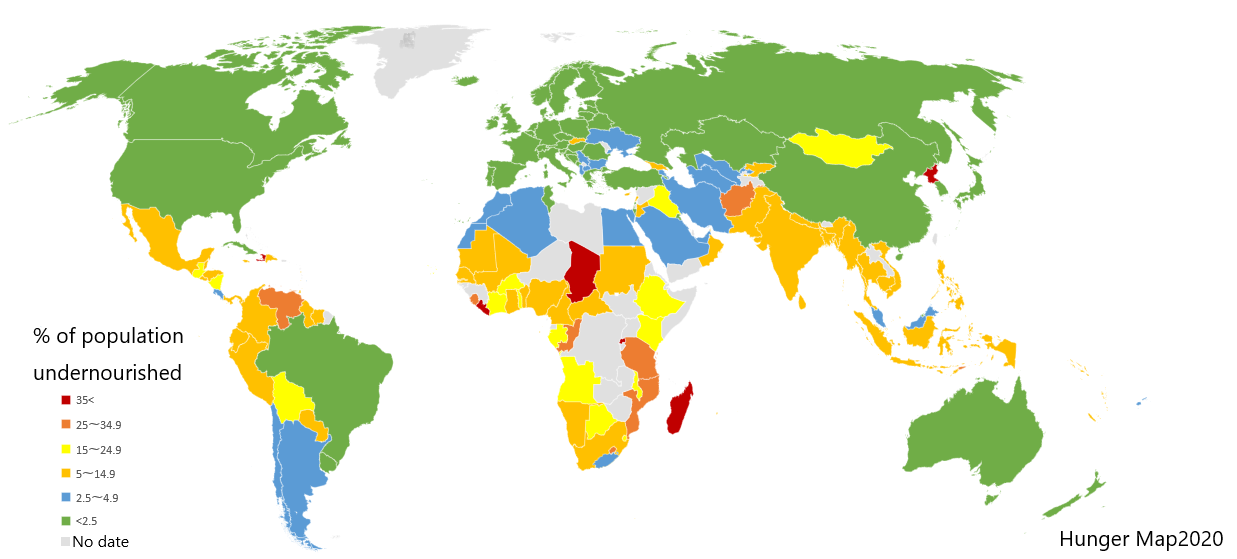
Percentuale di popolazione sofferente per la fame. Programma Alimentare Mondiale, 2006

La principale critica a classificare i vari Paesi secondo uno schema predefinito sta nel fatto che all'interno di ogni singolo Paese esistono grandi difformità, per reddito, per sopravvivenza e accesso alla salute, per istruzione e accesso alla stessa

## Particolarità sui Paesi poveri
Quasi tutti i Paesi poveri beneficiano di aiuti pubblici allo sviluppo da parte dei Paesi industrializzati. Tali aiuti tuttavia sono:
- quantitativamente limitati;
- strozzati dal debito: sia contratto con altri Stati, sia contratto con banche private dei Paesi occidentali;
- la Banca Mondiale, mediante i Piani di aggiustamento strutturale che mette a punto, spinge i singoli Stati dei Paesi indebitati verso severe politiche di privatizzazioni, e riduzione estrema della spesa sociale;
- utilizzo tramite esternalizzazione di mano d'opera a bassissimo costo, grazie anche alla possibilità di impiantare industrie ad alto impatto ecologico nei Paesi poveri.

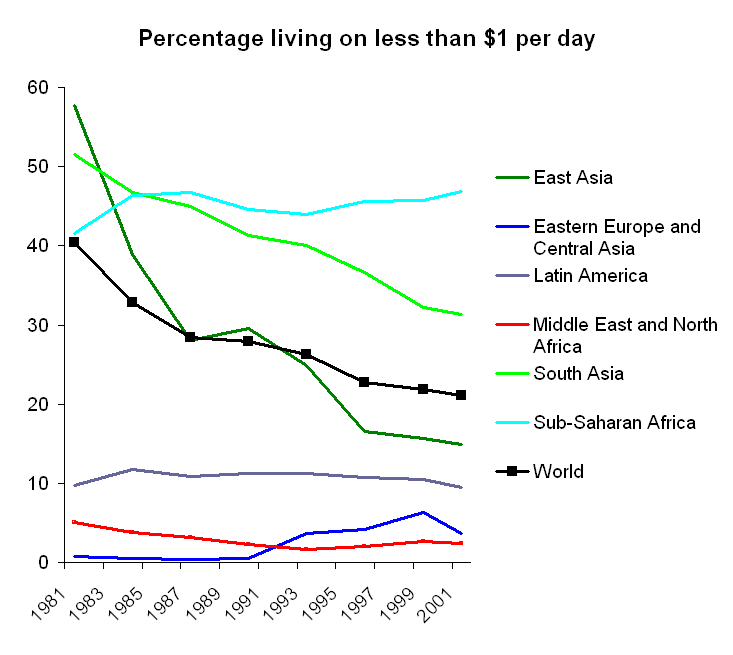
La percentuale di popolazione che vive con meno $1 al giorno si è dimezzata in 20 anni. La maggior parte di questo miglioramento è nel Sud-est asiatico ed in Asia orientale.
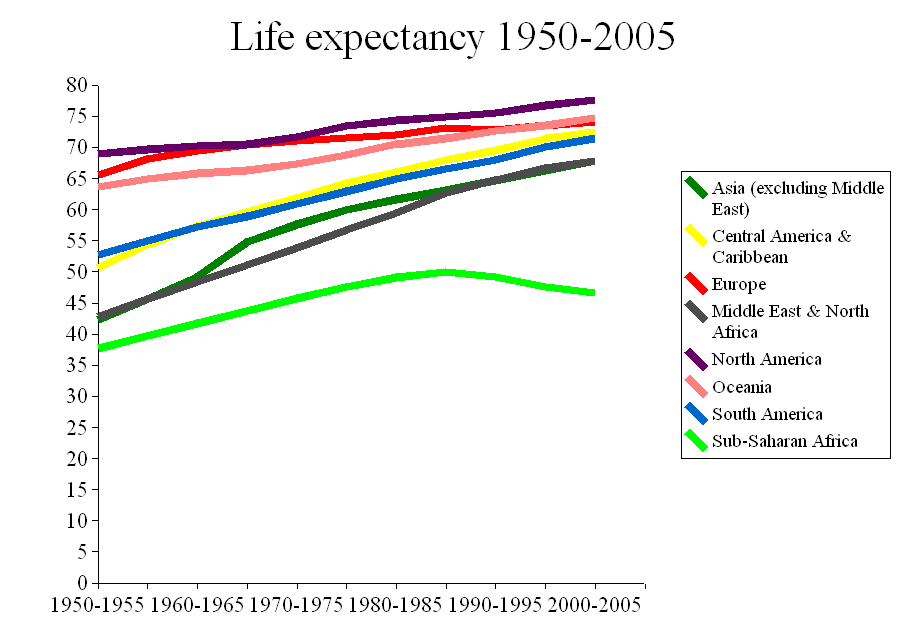
L'aspettativa di vita della maggior parte dei Paesi del mondo sono in incremento e sono convergenti. L'Africa subsahariana ha visto recentemente un declino, correlato principalmente alla epidemia di AIDS. Il grafico mostra la situazione negli anni 1950-2005.
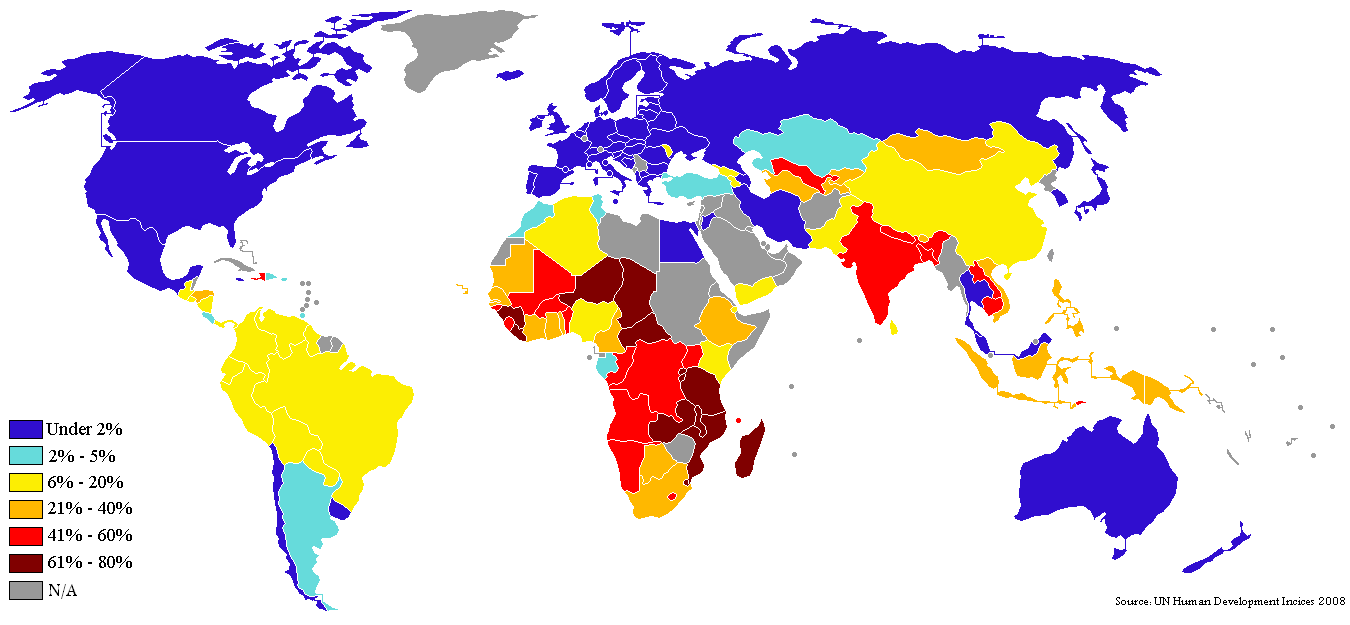
Percentuale di popolazione che vive con meno $1 al giorno. Stima dell'ONU tra il 1990 ed il 2005.
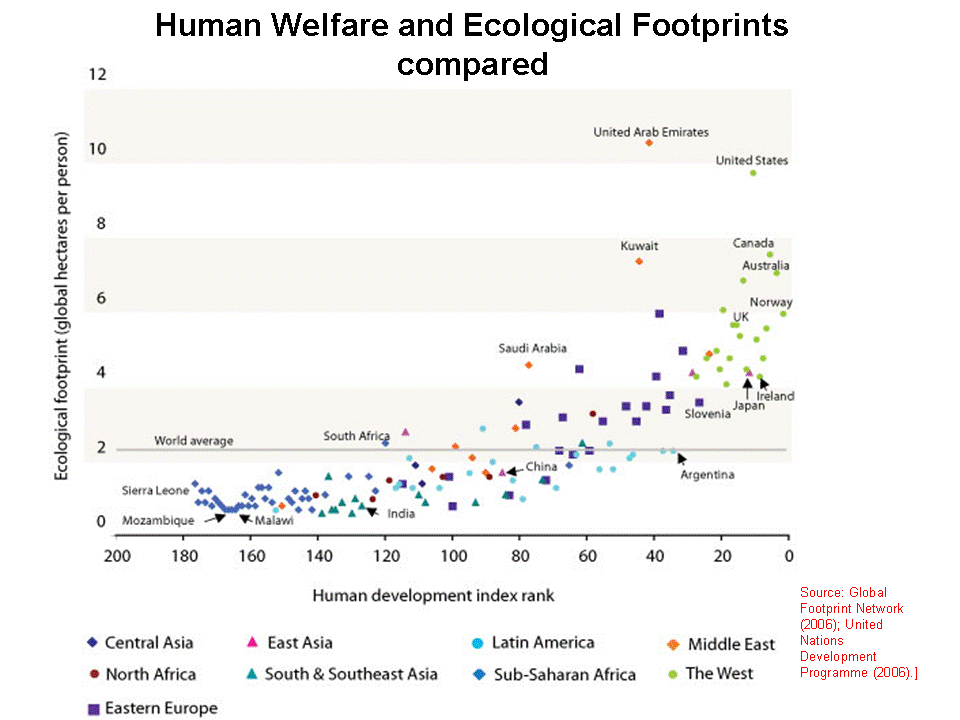
Distribuzione dei Paesi tra Indice di Sviluppo Umano ed impronta ecologica

I cosiddetti Paesi in Via di Sviluppo risultano avere caratteristiche comuni, aggregate e simultanee. Essi presentano quindi:
- bassi tassi di crescita del Prodotto interno lordo;
- bassi tassi di crescita del Reddito pro capite;
- ristretta base industriale;
- esiguo accumulo del capitale;
- alta percentuale di povertà assoluta;
- basso tenore di vita – come da indicatori ISU circa sanità, mortalità, fame ed educazione;
- alti tassi di crescita della popolazione;
- alti tassi di disoccupazione e sottoccupazione;
- dipendenza dalla produzione agricola e dall'esportazione di materie prime agricole e primarie;
- prevalenza di informazione limitata;
- dipendenza e vulnerabilità nelle relazioni internazionali.

L'interazione pervasiva tra dinamiche demografiche, occupazionali, migratorie, ambientali e sociali con gli aspetti economici e produttivi e le esternalità derivanti da tali interazioni, creano vulnerabilità e dipendenza, indebolendo le strutture politiche e istituzionali, erodendo il senso civico, l'autostima e la capacità d'innovazione negli individui, moltiplicando i fallimenti del mercato e accrescendo tensioni e conflitti.

## Classificazioni dei Paesi poveri secondo indicatori puramente economici

### Classificazione in base al Prodotto Interno Lordo

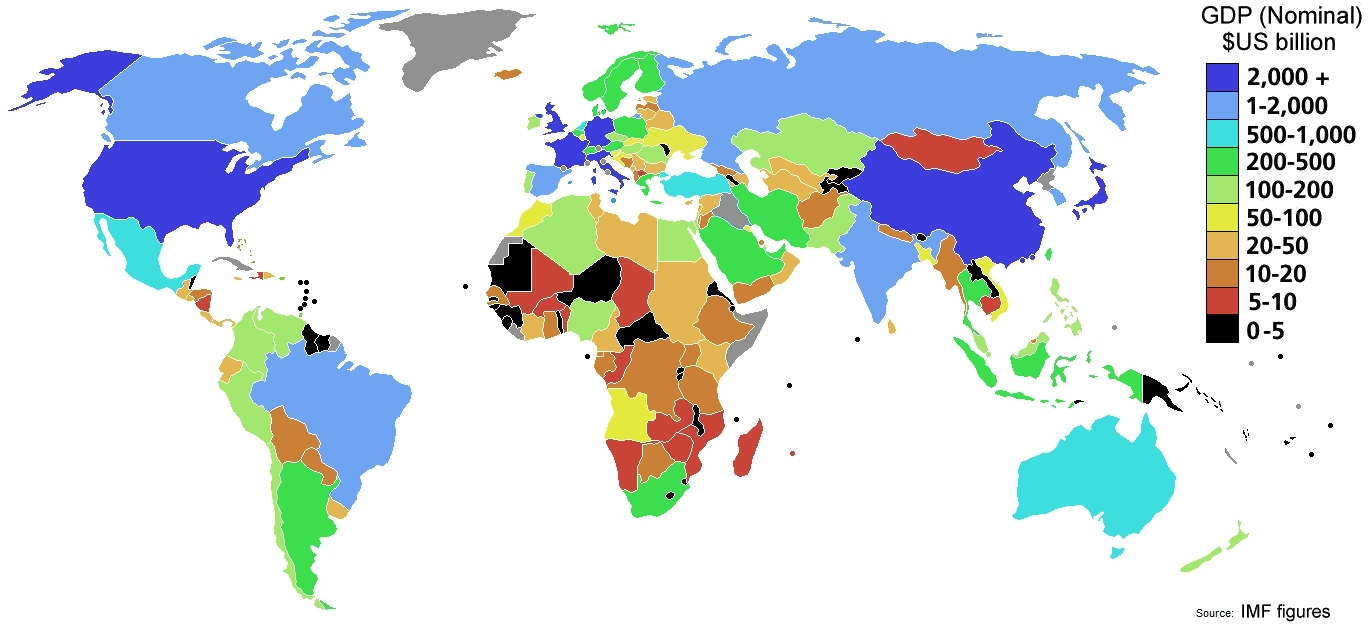
Prodotto interno lordo nominale

Il Prodotto Interno Lordo (PIL) è il valore complessivo dei beni e servizi prodotti all'interno di un Paese in un certo intervallo di tempo (solitamente l'anno) e destinati a usi finali (consumi finali, investimenti, esportazioni nette).
Secondo questo parametro il Brasile è un Paese ricco (anche se la quantità di poveri è notevolmente e notoriamente alta).
Tuttavia questo indicatore non può essere considerato da solo, infatti spesso esistono, soprattutto nei Paesi poveri, grandi differenze all'interno della popolazione. Allo scopo di avere una visione più accurate è bene consultare anche altri indicatori come la distribuzione della ricchezza, come ad esempio il coefficiente di Gini.

### Classificazione in base al reddito pro capite
Calcolato sul reddito nazionale pro capite.

La Banca Mondiale valuta lo stato economico di un Paese esclusivamente in base al reddito pro capite, per cui considera:
- reddito basso se è inferiore ad 825 $;
- reddito medio basso se è compreso tra 826 e 3 255 $;
- reddito medio alto se è compreso tra 3 256 e 10 065 $;
- reddito alto se eccede i 10 066 $.

Si ritiene che bassi livelli di reddito spesso corrispondono a bassi livelli di sviluppo; tuttavia è un indicatore che non tiene conto del grado di povertà e della distribuzione del reddito, né permette valutazioni sul potenziale dinamico economico di lungo periodo.

### Classificazione in base al coefficiente di Gini

Il Coefficiente di Gini, ovvero la misura della disuguaglianza di reddito

Il coefficiente di Gini è un indicatore di disuguaglianza di reddito all'interno di una popolazione. In accordo con il PIL/pro capite ci fornisce una visione relativamente accurata delle ricchezze di un Paese. Un basso indice indica una relativa omogeneità, mentre un indice più alto indica una grossa disuguaglianza.

Se il coefficiente di Gini sale insieme al PIL, significa che lo stato di povertà non sta cambiando per la maggior parte della popolazione.

### Classificazione in base al potere di acquisto

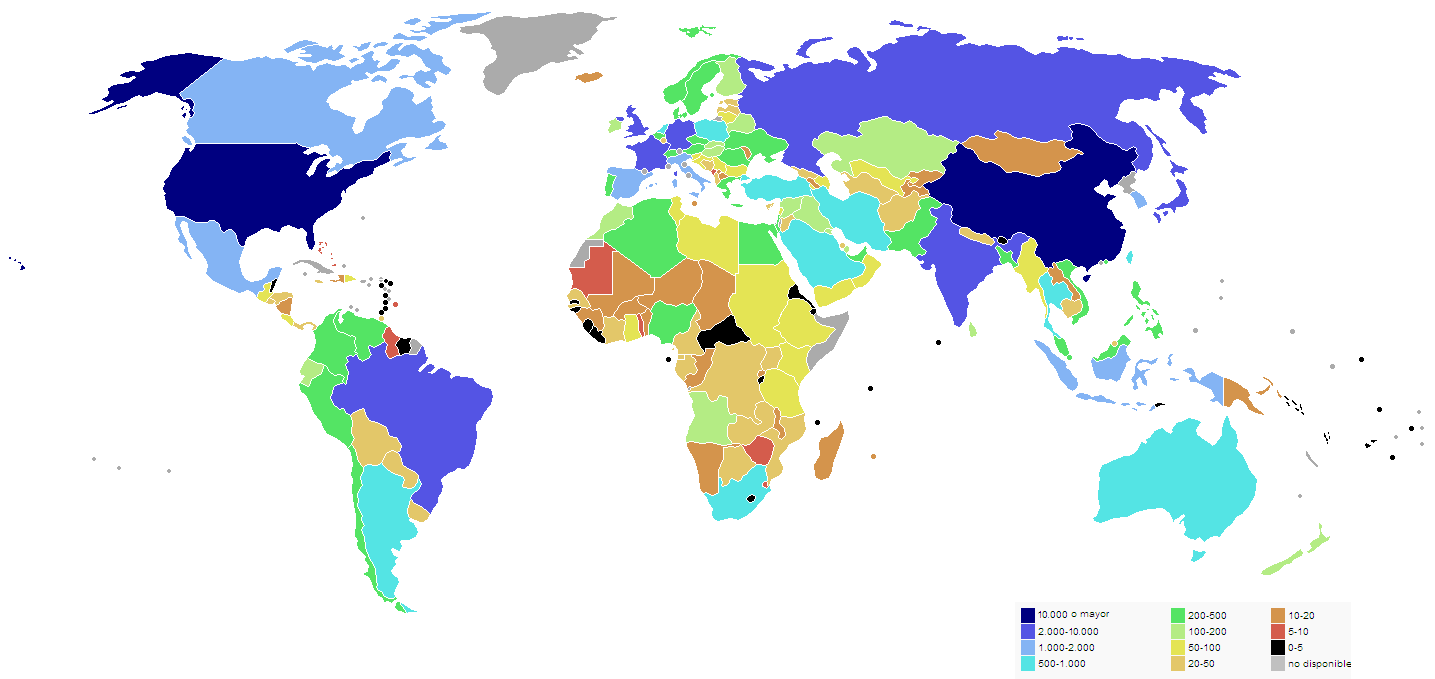
Parità di potere di acquisto

La Parità di potere d'acquisto, in inglese PPP (Purchasing power parity), è una metodica per effettuare una comparazione tra Paesi per quanto concerne il potere d'acquisto e la valuta. Tale concetto fu concepito con la Scuola di Salamanca nel XVI secolo, venendo sviluppato nella sua forma moderna da Gustav Cassel nel 1918.

### Classificazione in base a criteri geografici

La suddivisione geopolitica Nord - Sud come oggi è considerata

La suddivisione del mondo in Nord e Sud venne usata pubblicamente per la prima volta da Willy Brandt, nel titolo del rapporto della commissione sullo sviluppo internazionale da lui presieduta, ed oggi fa parte del linguaggio delle Nazioni Unite.

Questa suddivisione ha funzioni economiche e geopolitiche.

### Primo, secondo e terzo mondo (secondo la classificazione di Alfred Sauvy)

Primo, secondo e terzo mondo
quarto mondo

Infine, terminologicamente, esiste anche la differenziazione tra primo, secondo e terzo mondo, laddove la definizione terzo mondo fu coniata da Alfred Sauvy nel 1952 per indicare i Paesi non allineati con nessuno dei due blocchi della Guerra Fredda, e definendo come primo mondo i Paesi ad economia di mercato (capitalistica) e secondo mondo i Paesi ad economia pianificata o centralizzata (come nel blocco comunista).
Qualche autore ama anche ritagliare, all'interno del terzo mondo, un'altra lista di Paesi: il quarto mondo.
Quest'ultimo concetto nasce intorno agli anni novanta in seguito al crescente sviluppo economico di molti Paesi (Tigri asiatiche, India, Cina).

Attualmente trattasi di una classificazione sempre meno utilizzata.

Peraltro il termine quarto mondo è profondamente generico. Infatti, secondo alcuni, il quarto mondo comprenderebbe semplicemente i Paesi in cui la popolazione vive mediamente con meno di un dollaro al giorno.

### Classificazione secondo l'OCSE
Secondo l'Organizzazione per la Cooperazione e lo Sviluppo Economico od OCSE sono definiti Paesi in via di sviluppo tutti quei Paesi compresi nella parte I della lista stilata dalla stessa organizzazione. Si tratta di Paesi con livelli di sviluppo molto bassi, suddivisi in cinque categorie, in base al livello medio di reddito pro capite:
- I Paesi in via di sviluppo, ulteriormente divisi in
  - Paesi meno sviluppati (meno di un dollaro al giorno), definiti in inglese Less Developed Countries (LDCs);
  - altri Paesi a basso livello di reddito (inferiore a 745 $ all'anno nel 2001), definiti in inglese Other Low-Income Countries (Other LICs);
  - Paesi a basso-medio reddito (tra 746 $ e 2 975 $ all'anno), definiti in inglese Lower Middle-Income Countries (LMICs);
  - Paesi a un livello di reddito pro capite annuo medio-alto (tra 2 976 $ e 9 205 $ all'anno), definiti in inglese Upper Middle-Income Countries (UMICs);
  - Paesi ad alto livello di reddito (più di 9 206 $ all'anno nel 2001), definiti in inglese High-Income Countries HICs). A ciò vanno aggiunti:
- i Paesi in transizione (che fanno parte di una classifica più ampia, come si può vedere in basso), che comprendono:
  - Nazioni dell'Europa centrale e orientale, e nuovi Stati indipendenti della precedente Unione Sovietica (CEECs/NIS) definiti in inglese Central and Eastern European Countries and New Independent States of the former Soviet Union;
  - Nazioni e Territori più avanzati tra le nazioni in via di sviluppo, definiti in inglese More Advanced Developing Countries and Territories.

### Classificazione in base all'eleggibilità al prestito (utilizzato da Banca Mondiale)
Per Banca Mondiale (BM) esiste anche un altro indicatore discriminante tra Paesi, ovvero l'eleggibilità al prestito: possono accedere ai prestiti da parte dell'Agenzia Internazionale per lo Sviluppo od IDA (trattasi in concreto di un'agenzia della Banca Mondiale) tutti i Paesi con reddito inferiore a 1 065 $, mentre in aggiunta agli IDA possono usufruire dei finanziamenti di Banca Mondiale solo i Paesi finanziariamente affidabili.
In pratica la Banca Mondiale divide i Paesi in: Severamente indebitati (SIN), Moderatamente indebitati (MIN), Lievemente indebitati (LIN) e Non classificati riguardo l'indebitamento (NIN).

### Classificazione in base all'indebitamento estero dei Paesi poveri (utilizzato dal Fondo Monetario Internazionale)

Gli Stati riconosciuti come nazioni povere altamente indebitate (HIPC).
- Verde scuro: Qualificate per una completa cancellazione del debito
- Verde chiaro: Qualificate per una parziale cancellazione del debito
- Giallo: Eligibili ma che non hanno ancora raggiunto le condizioni necessarie per una cancellazione del debito.

Il Fondo Monetario Internazionale e la Banca Mondiale hanno elaborato nel 1996 un altro progetto di classificazione dei Paesi con alti livelli di povertà e di peso dell'indebitamento estero, denominati con l'acronimo inglese HIPC (Heavily Indebted Poor Countries).
Il programma HIPC, servirebbe alla riduzione del debito nei Paesi in cui questo ha un peso eccessivo.

Sono state emesse molte critiche su questa iniziativa, principalmente circa l'uso di criteri troppo restrittivi, il fatto che pochissime nazioni ne beneficino nonostante si parli di una generica "cancellazione del debito" (ma per chi?), il fatto che vengano in tal questo modo imposte politiche di privatizzazioni forzate, con conseguente crescita dei costi per i cittadini e ulteriore distruzione del già scarsissimo Stato sociale.

### Classificazione in base agli indici MSCI (utilizzato da Morgan Stanley Capital International)
Mercati emergenti
     Mercati dei Paesi sviluppati

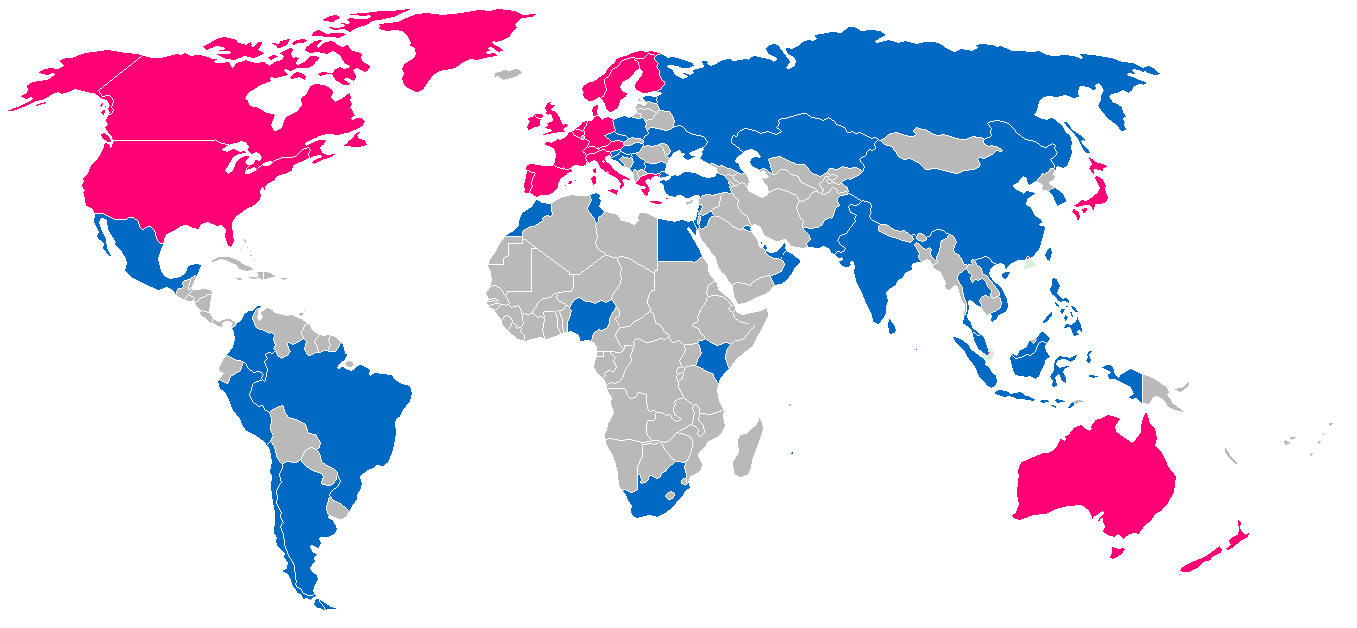
Mercati dei Paesi emergenti e dei Paesi sviluppati da Morgan Stanley Capital International 2006
Mercati emergenti
Mercati dei Paesi sviluppati

A titolo di completezza, riportiamo gli indici MSCI. Si tratta di indici azionari internazionali tra i più usati al mondo per confrontare i diversi risultati ottenuti dai gestori. Sono calcolati dalla Morgan Stanley Capital International (MSCI), con diverse aggregazioni geografiche e settoriali
Gli indici MSCI vengono presi come riferimento dai gestori dei fondi comuni di investimento e da altri investitori.

### Classificazione delle nazioni di recente industrializzazione
Trattasi di una classificazione socio-economica applicata da scienziati ed economisti.
Queste nazioni sono caratterizzate da:
- economie di recente espansione (pur non eguagliando i Paesi sviluppati);
- da una rapida crescita economica (di solito orientati verso l'esportazione);
- sviluppo dell'economia di mercato;
- aumento di diritti civili.

Attualmente è una classificazione il cui utilizzo si va riducendo.
All'interno di uno stesso Paese possono esistere grandi variabilità, per cui ad esempio in un Paese con un grande PIL, potrebbero vivere una grande quantità di persone molto povere. Un tipico esempio di tale fenomeno è il Brasile.

### In base alla persone viventi sotto la soglia di povertà nazionale

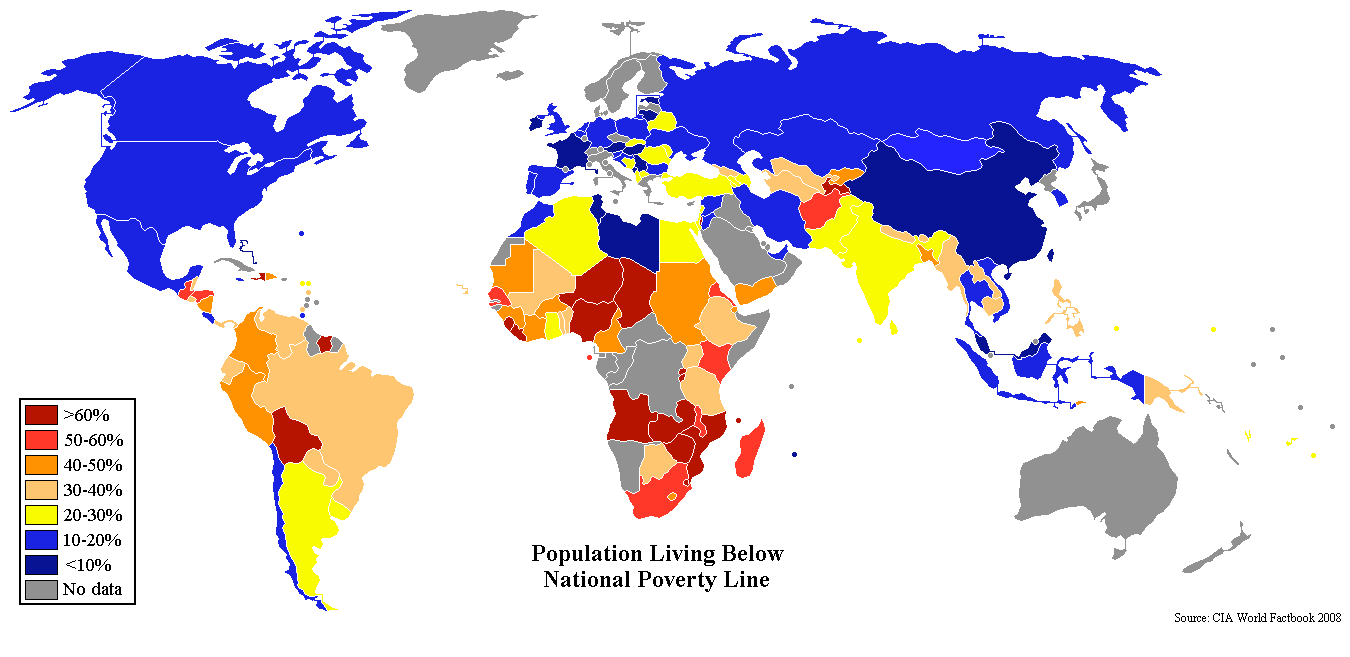
Percentuale di popolazione che vive sotto la propria soglia di povertà.

## Classificazione dei Paesi poveri con indicatori non solo principalmente economici

### Classificazione in base all'indice di sviluppo umano (dal Programma delle Nazioni Unite per lo Sviluppo)
| 0.950 in su 0.900–0.949 0.850–0.899 0.800–0.849 0.750–0.799 | 0.700–0.749 0.650–0.699 0.600–0.649 0.550–0.599 0.500–0.549 | 0.450–0.499 0.400–0.449 0.350–0.399 sotto 0.350 Data unavailable |

L'Indice di sviluppo umano

Il Programma delle Nazioni Unite per lo Sviluppo o UNDP ha elaborato e inserito nel suo rapporto annuale sin dal 1990 un indicatore che tiene conto di variabili del tenore di vita, chiamato Indice di sviluppo umano, ISU.

Le variabili considerate sono:
- Indice di aspettativa di vita.
- Indice di educazione.
- Livello di istruzione degli adulti (LIA).
- Indice lordo di iscrizioni scolastiche (ILI).
- Indice PIL pro capite dividendo il mondo in tre macro fasce:
  - Paesi ad alto sviluppo (con Indice di sviluppo umano o ISU maggiore di 0,800);
  - Paesi a medio sviluppo (con ISU compreso tra 0,500 e 0,799);
  - Paesi a basso sviluppo (con ISU compreso tra 0,300 e 0,499).[11]

### Classificazione in base al Genuine Progress Indicator
Il Genuine Progress Indicator (GPI) misura l'aumento della qualità della vita di una nazione, togliendo dal computo totale i costi finanziari risultanti da attività del crimine e dell'inquinamento.
È infatti calcolato distinguendo tra spese positive (che aumentano il benessere, come quelle per beni e servizi) e negative (come i costi per la riduzione delle risorse naturali, per la riduzione del buco nell'ozono, dell'inquinamento di aria, acqua, e acustico, per la perdita di terreni coltivabili, per la perdita di aree umide, il costo del crimine ed il costo della ripartizione della famiglia.

### Classificazione in base al Basic Capabilities Index

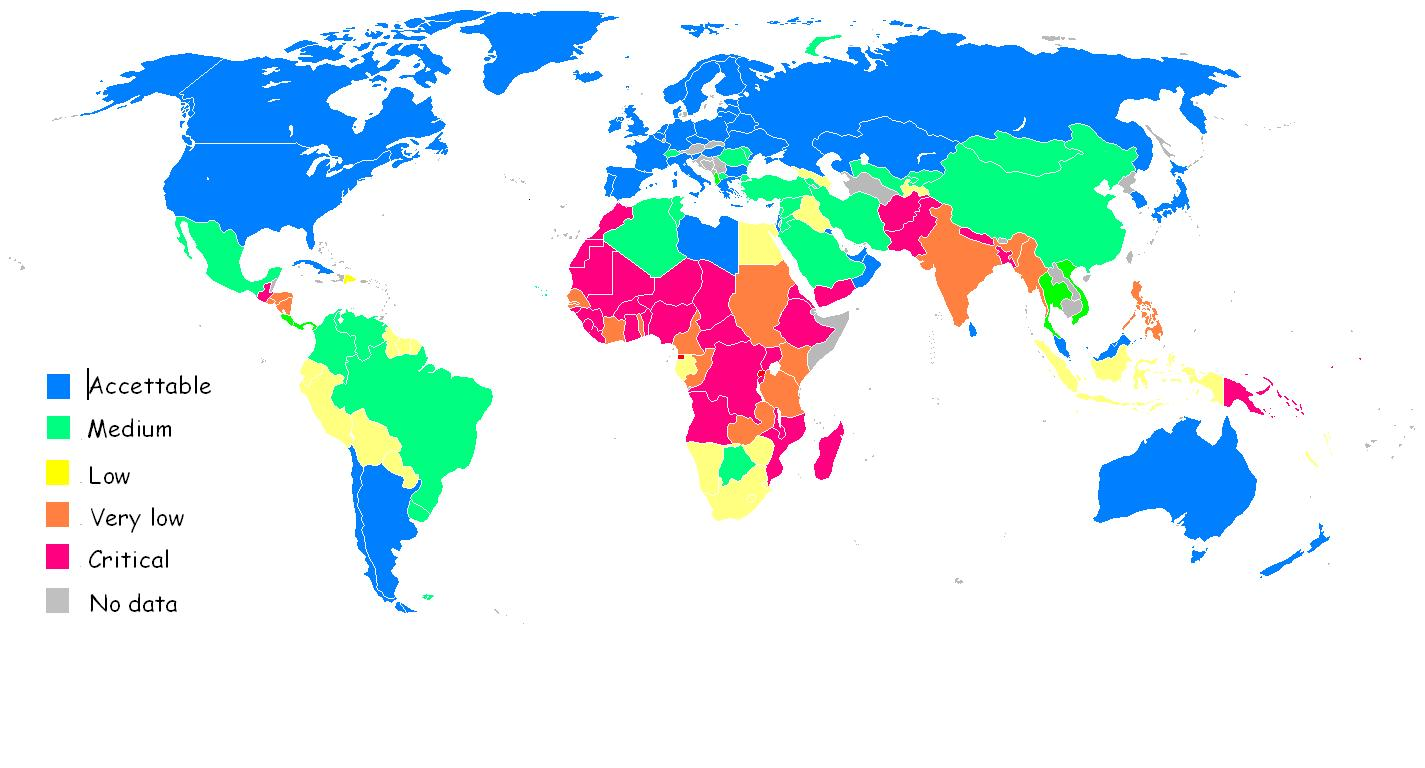
Basic capability index

Il Basic Capabilities Index nasce dal tentativo di "fotografare" in modo sintetico i progressi dei Paesi per quanto riguarda gli Obiettivi di sviluppo del Millennio.
Questo pensiero è alla origine della nascita del Basic Capability Index (letteralmente Indice di capacità di base) o indice che misura gli spostamenti degli indicatori sociali.
È ottenuto da una media di tre indicatori:
- percentuale di bambini che raggiungono il quinto grado di istruzione;
- percentuale di sopravvivenza al quinto anno di vita;
- percentuale di gravidanze assistite da personale sanitario esperto[12][14].

### Classificazione in base all'indice dell'impronta ecologica

Impronta ecologica

### Altri indicatori

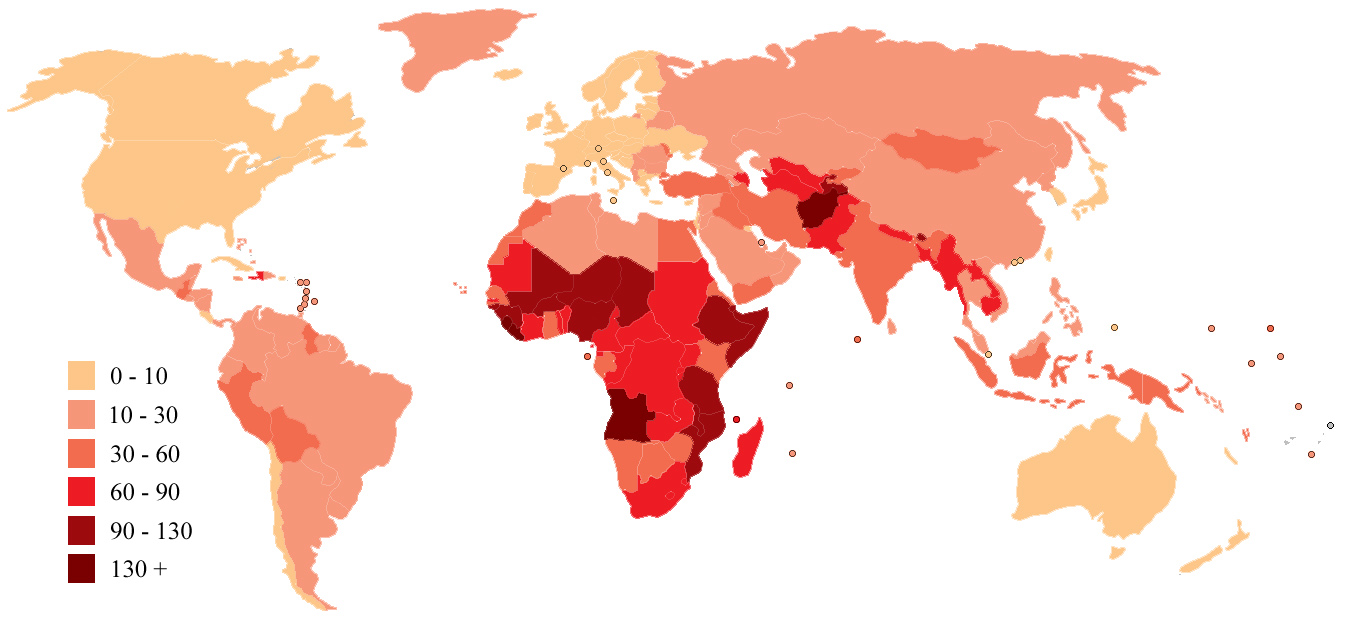
Mortalità infantile

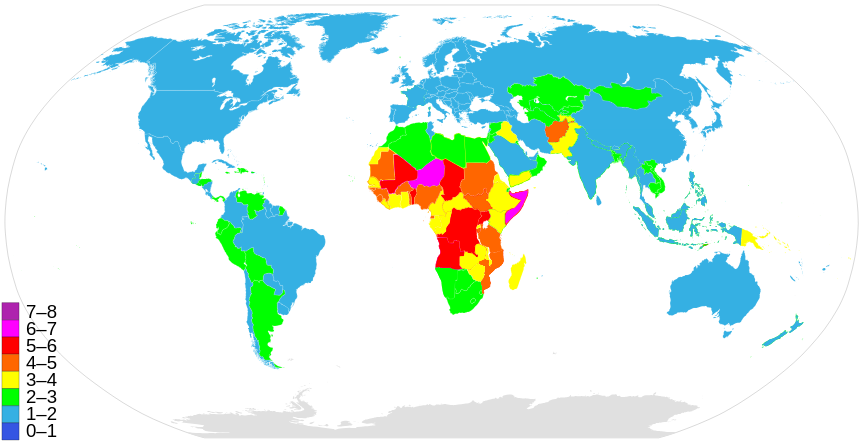
Mappa dei TFT nel mondo